# Од данас до сутра
„Од данас до сутра” је југословенска телевизијска серија снимљена 1973. године у продукцији Телевизије Београд.

## Улоге
| Глумац             | Улога |
| ------------------ | ----- |
| Милан Лане Гутовић |       |
| Гордана Марић      |       |
| Марко Николић      |       |
| Весна Пећанац      |       |
| Душан Почек        |       |
| Горан Султановић   |       |
| Зорица Шумадинац   |       |

Комплетна ТВ екипа ▼
| Редитељ    | Небојша Комадина |
| Сценариста | Драган Алексић   |